# Eupithecia arenaria
Eupithecia arenaria es una especie de polilla de la familia Geometridae. La especie fue descrita por primera vez por William Warren habiendo sido descrita en 1907, con distribución en Perú. El sintipo de la especie fue descrita en los alrededores de Oconeque, Provincia de Carabaya, a una altura de 600 metros (1968,5 pies).
La polilla es tiene una envergadura de 17 milímetros (0,7 plg). Las alas son de color marrón arenoso o crema. El cuerpo, tórax y el abdomen son del mismo color.